# Agulha de Veress
Agulha de Veress é uma agulha especial utilizada em cirurgias videolaparoscópicas.
Através desta agulha, que geralmente é introduzida por um corte no umbigo, pode ser insuflado gás (carbônico) no abdômen. Esta introdução deixa a parede do abdômen afastada dos órgãos internos, ficando mais fácil a visualização das estruturas e tornando mais segura a introdução dos trocateres.